# Беверлі (Нью-Джерсі)
Беверлі (англ. Beverly) — місто (англ. city) в США, в окрузі Берлінгтон штату Нью-Джерсі. Населення — 2499 осіб (2020).

## Географія
Беверлі розташоване за координатами 40°3′53″ пн. ш. 74°55′19″ зх. д. / 40.06472° пн. ш. 74.92194° зх. д. (40.064811, -74.921904). За даними Бюро перепису населення США в 2010 році місто мало площу 2,03 км², з яких 1,44 км² — суходіл та 0,59 км² — водойми.

## Демографія
Згідно з переписом 2010 року, у місті мешкало 2577 осіб у 1002 домогосподарствах у складі 671 родини. Було 1086 помешкань
Расовий склад населення:
| - 61,7 % — білих - 29,9 % — чорних або афроамериканців - 0,8 % — азіатів - 0,2 % — корінних американців - 2,7 % — осіб інших рас |

До двох чи більше рас належало 4,9 %. Частка іспаномовних становила 9,2 % від усіх жителів.
За віковим діапазоном населення розподілялося таким чином: 23,1 % — особи молодші 18 років, 65,6 % — особи у віці 18—64 років, 11,3 % — особи у віці 65 років та старші. Медіана віку мешканця становила 38,5 року. На 100 осіб жіночої статі у місті припадало 90,9 чоловіків; на 100 жінок у віці від 18 років та старших — 87,5 чоловіків також старших 18 років.
Середній дохід на одне домашнє господарство становив 62 049 доларів США (медіана — 50 880), а середній дохід на одну сім'ю — 69 706 доларів (медіана — 53 821). Медіана доходів становила 46 250 доларів для чоловіків та 40 729 доларів для жінок. За межею бідності перебувало 14,0 % осіб, у тому числі 15,6 % дітей у віці до 18 років та 6,3 % осіб у віці 65 років та старших.
Цивільне працевлаштоване населення становило 1126 осіб. Основні галузі зайнятості: освіта, охорона здоров'я та соціальна допомога — 17,6 %, науковці, спеціалісти, менеджери — 13,7 %, роздрібна торгівля — 13,6 %.

## Персоналії
- Абрахам Мерріт (1884—1943) — американський письменник, журналіст і редактор.